# Dion chante Plamondon
Dion chante Plamondon è il sedicesimo album ed il quindicesimo in lingua francese della cantante canadese Céline Dion, pubblicato il 4 novembre 1991. In Francia l'album è stato pubblicato con il titolo, Des mots qui sonnent. Le versioni francese e canadese contengono due brani aggiuntivi rispetto alla versione lanciata nel resto del mondo: J'ai besoin d'un chum e Piaf chanterait du rock.
Dion chante Plamondon è interamente composto da canzoni scritte dal cantautore québecchese Luc Plamondon.
Nel giugno del 1991 Céline si recò a Parigi per registrare due brani nello studio di Michel Berger Face B. Le canzoni furono per l'album Tycoon, una versione in lingua inglese di Starmania, la famosa opera-rock francese di Plamondon e Berger. Sedotta dalla configurazione e dall'intimità dello studio, Céline decise di registrare un intero album dedicato al celebre repertorio di Luc Plamondon. In questo album sono incluse tre canzoni di Starmania e quattro nuove canzoni inedite, tra cui Des mots qui sonnent e L'amour existe encore, brano che diventerà la canzone-simbolo in francese della Dion.
L'album fu certificato disco d'oro il giorno in cui venne lanciato e fu il primo album francese di Céline ad essere pubblicato in tutto il mondo.

## Contenuti e rilascio
Céline Dion interpreta le parole di Luc Plamondon, paroliere pop del Canada francofono, che ha scritto brani per Johnny Hallyday, Françoise Hardy e Petula Clark, ma che soprattutto è celeberrimo per aver creato nel 1978, assieme al cantante e compositore Michel Berger, l'opera rock Starmania e nel 1998 con Riccardo Cocciante il musical Notre-Dame de Paris.
L'album include quattro canzoni inedite: Des mots qui sonnent, Je danse dans ma tête, Quelqu'un que j'aime, quelqu'un qui m'aime e L'amour existe encore (scritta da Plamondon sulle musiche di Riccardo Cocciante e poi incisa da questo in italiano con Tosca e poi in spagnolo da Céline). L'album contiene anche otto cover, canzoni per lo più provenienti dal musical Starmania: Le monde est stone, Le blues du businessman, Un garçon pas comme les autres (Ziggy) e Les uns contre les autres. Le monde est stone e Ziggy sono state eseguite in origine da Fabienne Thibeault mentre Le blues du businessman da Claude Dubois. Thibeault e Dubois cantarono anche Les uns contre les autres. Altre cover sono: Le fils di Superman di Martine St-Clair, Oxygène di Diane Dufresne e J'ai besoin d'un chum e Piaf chanterait du rock di Marie Carmen.
L'album fu pubblicato per la prima volta in Canada nel novembre 1991 e in Francia nel maggio 1992. Nel 1994, Dion chante Plamondon fu pubblicato nel resto del mondo diventando il primo album francese di Céline disponibile non solo in Canada e Francia. L'album fu pubblicato con quattro diverse copertine.

## Lancio canadese (1991-92)
Non ci sono stati singoli promozionali questo album in Canada, anche se cinque di loro sono stati lanciati per radio. La Sony Music Entertainment decise di pubblicare due singoli contemporaneamente, nel novembre 1991: Des mots qui sonnent per le radio pop, nelle quali raggiunse il picco dell'airplay con la decima posizione; L'amour existe encore per le radio Adult contemporary, posizionato al sedicesimo posto nella classifica airplay. Nel marzo 1992 venne pubblicato Je danse dans ma tête (numero 3 in airplay). Quelqu'un que j'aime, quelqu'un qui m'aime fu scelto nell'agosto del 1992 come singolo successivo e divenne un successo, raggiungendo la numero 1 nella classifica airplay in Québec. L'album ebbe molto successo in Québec, raggiunse la numero 57 della classifica degli album canadesi vendendo più di 200 000 copie, ottenendo il doppio disco di platino in Canada.

## Lancio francese (1992-94)
In Francia, l'album fu ribattezzato Des mots qui sonnent e fu promosso dal singolo Je danse dans ma tête, uscito nell'aprile del '92. Tuttavia, sia il lancio dell'album che del singolo furono dei flop. Tutto cambiò nel 1993 quando il secondo singolo pubblicato in Francia, Un garçon pas comme les autres (Ziggy) divenne un grande successo, raggiungendo la seconda posizione della classifica francese dei singoli. Fu certificato disco d'oro per aver venduto 365 000 copie. La versione inglese di quella canzone apparve nella compilation di Tycoon, oltre al lato B del singolo. Grazie al suo successo, Des mots qui sonnent entrò per la prima volta in classifica nel settembre 1993. Nel gennaio 1994, la Sony pubblicò il terzo ed ultimo singolo promozionale in Francia, L'amour existe encore, che raggiunse la trentunesima posizione in classifica. L'album raggiunse la numero 4 e trascorse un anno intero in classifica. Ottenne il doppio disco di platino in Francia, per la vendita di oltre 660 000 copie.

## Lancio mondiale (1994)
Non ci fu promozione quando l'album fu pubblicato in tutto il mondo nel 1994. Solo il singolo inglese di Céline, Think Twice, pubblicato in quel periodo, conteneva due brani di Dion chante Plamondon sul lato B: L'amour existe encore e Le monde est stone. L'album ha venduto oltre due milioni di copie in tutto il mondo. Anche se è un disco in lingua francese, riuscì a vendere 275 000 copie negli Stati Uniti. Nella classifica del Belgio Vallonia, disponibile solo dall'aprile 1995, l'album raggiunse la posizione numero 17.

## Recensioni da parte della critica
Secondo AllMusic, "in questo album relativamente giovane, la Dion canta come se fosse sicura di sé ed è matura come nelle registrazioni dei lavori recenti come una superstar di livello mondiale. La sua voce trasuda una passione oltre i suoi giovani anni, in particolare sull'apertura a dondolo dell'album, Des mots qui sonnent." Hanno anche detto che "questo album abbraccia un ampio genere musicale, tra cui il drammatico di Le fils di Superman, il funky di Je danse dans ma tête, il blues di Les uns contre les" autres e la power-ballad di Le blues du businessman."

## Riconoscimenti
Dion chante Plamondon vinse il Juno Award per Miglior Album francofono dell'Anno nel 1993. Vinse anche il Félix Award come Miglior Album di vendita dell'Anno nel 1992 e fu candidato nella categoria Album Pop/Rock dell'Anno. Quelqu'un que j'aime, quelqu'un qui m'aime fu nominato ai Félix Award per la Canzone più popolare dell'Anno nel 1993 e L'amour existe encore fu nominata per Miglior Video dell'Anno nel 1994. Céline fu anche nominata ai Félix Award nella categoria Miglior Cantante Femminile dell'Anno nel 1992, 1993 e nel 1994, vincendo nel '94. Inoltre, Je danse dans ma tête vinse il MuchMusic Video Award come Miglior Video Contemporaneo per Adulti nel 1992. La Dion fu nominata ai Victoires de la Musique nella categoria Artista francofona dell'Anno nel 1994. Lo speciale televisivo Dion chante Plamondon fu candidato per due Gémeaux Award nel 1992.

## Tracce

### Dion chante Plamondon
1. Des mots qui sonnent – 3:55 (Luc Plamondon, Aldo Nova, Marty Simon)
2. Le monde est stone (Cover) – 3:39 (Plamondon, Michel Berger)
3. J'ai besoin d'un chum (Cover) – 4:03 (Plamondon, François Cousineau)
4. Le fils de Superman (Cover) – 4:32 (Plamondon, Germain Gauthier)
5. Je danse dans ma tête – 4:13 (Plamondon, Romano Musumarra)
6. Le blues du businessman (Cover) – 4:29 (Plamondon, Berger)
7. Piaf chanterait du rock (Cover) – 3:22 (Plamondon, Gauthier)
8. Un garçon pas comme les autres (Ziggy) (Cover) – 2:57 (Plamondon, Berger)
9. Quelqu'un que j'aime, quelqu'un qui m'aime – 3:40 (Plamondon, Erown)
10. Les uns contre les autres (Cover) – 3:09 (Plamondon, Berger)
11. Oxygène (Cover) – 5:59 (Plamondon, Gauthier)
12. L'amour existe encore – 3:50 (Plamondon, Riccardo Cocciante)

### Dion chante Plamondon (1994 US Edition)
1. Des mots qui sonnent – 3:56 (Plamondon, Nova, Simon)
2. Le monde est stone – 3:40 (Plamondon, Berger)
3. Le fils de Superman – 4:35 (Plamondon, Gauthier)
4. Je danse dans ma tête – 4:14 (Plamondon, Musumarra)
5. Le blues du businessman – 4:30 (Plamondon, Berger)
6. Un garçon pas comme les autres (Ziggy) – 2:58 (Plamondon, Berger)
7. Quelqu'un que j'aime, quelqu'un qui m'aime – 3:40 (Plamondon, Erown)
8. Les uns contre les autres – 3:10 (Plamondon, Berger)
9. Oxygène – 6:00 (Plamondon, Gauthier)
10. L'amour existe encore – 3:50 (Plamondon, Cocciante)